# サッカーアフリカ選抜
サッカーアフリカ選抜（サッカーアフリカせんばつ）は、CAFに加盟している国の中から選ばれたアフリカの選抜チームである。1972年にブラジルで開催されたタッサ・インデペンデンシア及び翌1973年にメキシコ・グアダラハラで開催されたアフロ・ラテンアメリカ選手権に出場した。

## タッサ・インデペンデンシア（1972年）時のチーム
監督には、1960年代から1970年代にかけてヨーロッパのサッカー界で、アフリカ出身者として最も成功したと言われるチャールズ・クミ・ジャムフィが就任した。アルゼンチン、フランス、コロンビア、北中米カリブ海選抜（CONCACAF加盟国の中から選抜したチーム）がひしめいたグループリーグで、1勝1分け2敗の3位の成績だった（グループリーグ1位のチーム〈アルゼンチン〉のみ決勝リーグ進出のため、グループリーグで敗退した）。